# エクストリーム野球
エクストリーム野球（エクストリームやきゅう、英: Extreme Baseball）は、伝統的な野球を基にしたスポーツの一つである。ダブル・ダイアモンド・ベースボール（Double Diamond Baseball）としても知られている。伝統的な野球との主な違いは両チームが同時に競技場に立つことである。それぞれのチームのピッチャーは、2つの近接したホームプレートにいるバッターに対して順に投球する。一方のチームはベースを時計回りに廻るが、もう一方は反時計回りに廻る。世界初の試合は2007年5月5日に、アメリカ合衆国フロリダ州サンフォードにあるHistoric Sanford Memorial Stadiumで開催された。
エクストリーム野球は伝統的な野球の熱狂的なファンであるPhillip Weidnerが思い付いた。2006年、Weidnerはエクストリーム野球の概念の米国での特許を申請した。2007年の時点で、特許は出願中である。2007年の時点で、フロリダ州のセントピーターズバーグ、オーランド、マイアミのエクストリーム野球チームが活動していた。